# صموئيل سيو
صموئيل سيو (هانغل: 서사무엘) هو منتج أسطوانات ومغن مؤلف كوري جنوبي، ولد في 3 مايو 1991 في سول في كوريا الجنوبية.